# Tour du Haut-Var 1999
Il Tour du Haut-Var 1999, trentunesima edizione della corsa e valida come evento del circuito UCI categoria 1.2, si svolse il 20 febbraio 1999, su un percorso di circa 180 km. Fu vinto dall'italiano Davide Rebellin che terminò la gara con il tempo di 4h39'50", alla media di 38,594 km/h.
Partenza con 194 ciclisti, dei quali 63 portarono a termine il percorso.

## Ordine d'arrivo (Top 10)
| Pos. | Corridore           | Squadra         | Tempo    |
| ---- | ------------------- | --------------- | -------- |
| 1    | Davide Rebellin     | Polti           | 4h39'50" |
| 2    | Beat Zberg          | Rabobank        | a 5"     |
| 3    | Christophe Bassons  | Franç. des Jeux | s.t.     |
| 4    | Axel Merckx         | Mapei           | s.t.     |
| 5    | Nicolai Bo Larsen   | Home Market     | a 1'50"  |
| 6    | Benoît Salmon       | Casino          | a 1'52"  |
| 7    | Sebastien Demarbaix | Lotto           | a 1'56"  |
| 8    | Stéphane Heulot     | F. des Jeux     | a 2'24"  |
| 9    | Gilles Bouvard      | Home Market     | a 2'25"  |
| 10   | Anthony Morin       | Franç. des Jeux | a 2'35"  |